# 白石山 (台灣)
白石山，位於臺灣花蓮縣萬榮鄉西林村與南投縣仁愛鄉親愛村之間，海拔高度3,108公尺，屬於中央山脈，為台灣百岳之一，排名第87。附近接連光頭山、安東軍山等山。

## 文獻
- 楊建夫，《台灣的山脈》，2001年，臺北，遠足文化公司